# Franco Benedini
Franco Benedini (Cremona, 7 de junio de 1978) es un deportista italiano que compitió en piragüismo en la modalidad de aguas tranquilas. Ganó una medalla de bronce en el Campeonato Mundial de Piragüismo de 2005, y dos medallas de bronce en el Campeonato Europeo de Piragüismo en los años 2002 y 2008.
Participó en los Juegos Olímpicos de Pekín 2008, donde finalizó cuarto en la prueba de K4 1000 m.

## Palmarés internacional
| Campeonato Mundial | Campeonato Mundial | Campeonato Mundial | Campeonato Mundial |
| Año                | Lugar              | Medalla            | Evento             |
| ------------------ | ------------------ | ------------------ | ------------------ |
| 2005               | Zagreb (Croacia)   | Medalla de bronce  | K4 500 m           |
| Campeonato Europeo |                    |                    |                    |
| Año                | Lugar              | Medalla            | Evento             |
| 2002               | Szeged (Hungría)   | Medalla de bronce  | K4 500 m           |
| 2008               | Milán (Italia)     | Medalla de bronce  | K4 1000 m          |